# Musaranya grisa vermellosa
La musaranya grisa vermellosa (Crocidura cyanea) és una espècie de mamífer eulipotifle de la família de les musaranyes (Soricidae) que viu a Angola, Botswana, Lesotho, Moçambic, Namíbia, Sud-àfrica, Eswatini, Zàmbia, Zimbàbue i, possiblement també, a la República Democràtica del Congo, Malawi i Tanzània. Viu als boscos temperats i subtropicals, i, també, als herbassars de muntanya. A Namíbia se n'ha descobert una població que viu a una cova i es nodreix d'invertebrats i, probablement també, de ratpenats morts.